# Johann Eduard Loch
Johann Eduard Loch (* 5. Oktober 1840 in Willenberg, Kreis Ortelsburg; † 25. August 1905 in Königsberg i. Pr.) war ein deutscher Altphilologe und Gymnasiallehrer.

## Leben
Als Sohn des Willenberger Gastwirts Jacob Loch besuchte Loch das Altstädtische Gymnasium in Königsberg. Nach dem Abitur am 6. März 1861 studierte er an der Albertus-Universität Königsberg Philologie. Er wurde im Corps Masovia aktiv und bewährte sich als Subsenior und Senior. Die erste Lehrbefähigung für Latein, Griechisch und Deutsch erhielt er am 30. September 1865. Am 26. Juli 1865 wurde er mit der Dissertation De usu alliterationis apud poetas Latinos zum Dr. phil. promoviert. Das Probejahr trat er am 10. Oktober 1865 am Königlichen Gymnasium Elbing an. Am 1. April 1867 wurde er am Luisengymnasium Memel fest angestellt. Zum 1. Oktober 1873 ging er als Oberlehrer für 20 Jahre an das Gymnasium in Bartenstein. Ab November 1875 unterrichtete er auch Französische Sprache. Am 29. November 1880 wurde er als Gymnasialprofessor charakterisiert. Seit dem 1. April 1893 am Königlichen Wilhelms-Gymnasium (Königsberg), erhielt er am 10. April 1893 den Rang der Räte IV. Klasse. Als „Steinmasure“ saß er von 1897 bis 1904 in der Vertrauenskommission seines Corps. Die Kommission besorgte 1898 den Kauf von Königsbergs erstem Corpshaus. Loch war Vater von Eduard Loch.

## Schriften
- De usu alliterationis apud poetas Latinos. Halle 1865 Volltext
- Zum Gebrauch des Imperativus bei Plautus. Memel 1871
- De genetivi apud priscos scriptores Latinos usu. Bartenstein 1880
- De titulis graecis sepulcralibus. Königsberg 1890
- Zu den griechischen Grabschriften. Leipzig 1895